# The Passing Parade (pel·lícula de 1912)
 The Passing Parade és un curtmetratge mut de l'Éclair interpretat per Alec B. Francis, Isabel Lamon, Muriel Ostriche i Julia Stuart, entre d'altres. Es va estrenar el 29 d'agost de 1912.

## Argument
Es tracta d'una pel·lícula d'exaltació patriòtica que aprofita la desfilada sota el Memorial Arch del Prospect Park de Brooklyn per mostrar com son alguns passatges de la història dels Estats Units en la ment de l'home americà modern. Entre altres seqüències, la desfilada passa per davant d'una parella que festeja i en sentir la música deixen de festejar i s'acosten a saludar els herois. També una colla de treballadores d'un magatzem deixen la feina per assistir a la desfilada. Una mestra d'escola explica als seus alumnes la veritat sobre quan George Washington era un nen i va tallar el cirerer del seu pare i aquest va voler esbrinar qui ho havia fet. També apareixen en la desfilada un soldat de la unió i un confederat avançant plegats de bracet.

## Repartiment
- Isabel Lamon (venedora als magatzems)
- Muriel Ostriche (venedora als magatzems)
- Ilean Hume (venedora als magatzems)
- Stella Adams (venedora als magatzems)
- Margaret Prussing (venedora als magatzems)
- Alec B. Francis (Oficial de la Unió)
- Will E. Sheerer (Oficial confederat)
- Barbara Tennant (noia en el duet d'amants)
- Robert Frazer (noi en el duet d'amants)
- Julia Stuart (àvia)
- Clara Horton (petita Clara)
- Lamar Johnstone (papa)
- Evelyn Fowler (mama)
- Mathilde Baring (mestra d'escola)
- Leslie Stowe (pare de George Washington)
- Thomas Carnahan Jr. (petit George Washington)
- George Larkin (oncle George)
- Guy Oliver (director d'orquestra)